# 额什格台什
额什格台什（?—?），《汗厅史》作伊克翁果尔辉伊什给太师，16世紀時的卫拉特蒙古杜尔伯特部首领。
额什格台什的高祖父是也先，曾祖父是阿失帖木儿，祖父为阿力古多，父亲说博罗纳哈勒。从他父亲博罗纳哈勒开始，杜尔伯特部和准噶尔部一直在瓜州、沙州以北，北山（天山山脉的济拉玛罕山）以及附近的巴里坤一带游牧。额什格世袭太师，“台什”即太师的转音。

## 子孙
- 子：雅尼斯台什
- 孙：特尔格图台什
- 曾孙：额尔克伊勒登、噶勒当、达赖泰什、保伊勒登

### 注解
1. ↑  《卡尔梅克诸汗简史（俄语：Краткая история калмыцких ханов）》（汗厅史）：博罗纳哈勒子伊克翁果尔辉伊什给太师，三传至达赖太师。

### 文献
- 《蒙古世系》